# Omanana divisa
Omanana divisa är en insektsart som beskrevs av Delong 1980. Omanana divisa ingår i släktet Omanana och familjen dvärgstritar. Inga underarter finns listade i Catalogue of Life.